# Habropoda dammersi
Habropoda dammersi là một loài Hymenoptera trong họ Apidae. Loài này được Timberlake mô tả khoa học năm 1937.